# بولگوکسان (یانگجو)
بولگوکسان (به لاتین: Bulgoksan) یک کوه در کره جنوبی است. بولگوکسان ۴۶۸٫۷ متر بالاتر از سطح دریا واقع شده‌است.